# 宮本文
宮本　文（みやもと あや、1973年12月 - ）は、日本のアメリカ文学研究者・英語教師である。現在群馬大学教育学部英語科教育講座准教授。専門はアメリカ文学。

## 来歴
- 1973年12月 東京都で出生。
- 1992年3月　東京都立小石川高等学校（現：東京都立小石川中等教育学校）卒業
- 1998年6月　東京大学法学部第3類政治コース卒業
- 2002年3月　東京大学大学院総合文化研究科地域文化研究専攻修士課程修了
- 2003年3月　東京大学大学院総合文化研究科地域文化研究専攻博士課程中退
- 2003年4月　東京大学大学院人文社会系研究科欧米系文化研究専攻英語英米文学専門博士課程入学
- 2004年9月　アメリカ　ニュージャージ州立大学ラトガース ニューアーク校 英文科修士課程入学
- 2006年5月　アメリカ　ニュージャージ州立大学ラトガース ニューアーク校 英文科修士課程修了
- 2007年3月　東京大学大学院人文社会系研究科欧米系文化研究専攻英語英米文学専門博士課程中退
- 2007年4月　東京大学アメリカ太平洋地域研究センター研究員
- 2009年4月　群馬大学教育学部英語科教育講座専任講師
- 2011年4月　群馬大学教育学部英語科教育講座准教授

## 専門分野
- 英米文学、オブジェクティヴィスト、アメリカ詩、アメリカ文化
- オブジェクティヴィストの詩の技法におけるイディッシュ語の影響
- ポストモダン小説

## 著書・論文

### 著書
- 『英和翻訳表現辞典（基本表現・文法編）』[共著]（研究社出版、2008年）
- 『現代英米情報辞典』(研究社出版、2000年）[項目執筆]

### 翻訳書
- 『チャールズ・レズニコフ「証言」「モンキービジネス」vol. 7』（ヴィレッジブックス、2009年）
- 『サロン・ドット・コム: 現代英語作家ガイド』（研究社出版、2003年）
- 『英語クリーシェ辞典:もんきりがた表現集』 （研究者出版、2000年）

### 論文
- 『チャールズ・レズニコフの「証言」とアメリカン・フォーク・バラッド』（群馬大学教育学部紀要、2010年）
- 『緑の灯火と黄金の輝き―The Great Gatsbyにおける貨幣とアメリカの夢―』（東京大学アメリカ太平洋研究、2009年）
- 『オーストラリア文学を読む』（CPAS ニューズレター、2008年）
- 『ヘレンの似姿：リチャード・パワーズの『ガラテイア2.2』における人間の再定義』（ストラータ、2006年）
- 『「瀕死のサブライム」としての利子: Ezra Pound, “Canto XLV,With　Usura”の一読解』　（ストラータ、2003年）
- 『チャールズ・レズニコの「見る」ことの訓練』（比較文學研究、2003年）
- 『「自己という現象」の自壊:カート・ヴォネガットの『母なる夜』と『スローターハウス５』を中心に』（東京大学アメリカ太平洋研究、2003年）
- 『ユダヤ人であり続ける訓練:チャールズ・レズニコフの「歩く」、「思い出す」』（地域文化研究　年報、2003年）
- 『隣人の発見：ピクトリアル・プレスが提供するステレオタイプ』（CPASニューズレター、2002年）

## 所属学会
- アメリカ文学会 [世話人]（東京支部詩分科会)
- アメリカ学会
- 英文学会
- 情報文化研究会